# 堀田正休
堀田 正休（ほった まさやす、明暦元年（1655年） - 享保16年7月12日（1731年8月14日））は、上野吉井藩主、近江宮川藩の初代藩主。堀田家宗家3代。
堀田正信の長男。母は松平定行の娘。正室は関宿藩主・板倉重郷の娘。子に正方（長男）、板倉重浮（次男）、正朝（三男）、花房職勝（四男）、正直（五男）、一興（六男）。娘は3人（五島盛佳正室、酒井忠菊正室、高木正敬（正季）正室のち堀直矩室のち水谷勝比室）。官位は従五位下、豊前守。諱は正国（まさくに）、他に正清、正職、正昌など。
万治3年（1660年）11月3日、父が罪を犯して改易されたが、正休は幼少であることと祖父の堀田正盛が幕府創設期の功臣であるということから、米1万俵を与えられた。しかし成長してからの延宝5年（1677年）6月、正休は父に連座して閉門処分に処せられた。
延宝8年（1680年）に父が配流先の徳島で自殺したため蟄居したが、その後に許されて天和元年（1681年）に大番頭、翌年3月には徳川綱吉の子・徳松の側役に任じられ、1万石の所領を与えられて吉井藩主となった。
その後は奏者番となる。元禄11年（1698年）3月7日、近江宮川藩に移封され、正徳5年（1715年）6月29日、老齢を理由に三男の正朝に家督を譲って隠居し、正休と改名する。
享保16年（1731年）7月12日、77歳で死去した。法号は夢梯残石悠静院。墓所は東京都台東区浅草の金蔵寺。

## 系譜
父母
- 堀田正信（父）
- 松平定行の娘（母）

正室
- 板倉重郷の娘

子女
- 堀田正方（長男）生母は正室
- 板倉重浮（次男）生母は正室
- 堀田正朝（三男）生母は正室
- 花房職勝（四男）生母は正室
- 堀田正直（五男）生母は正室
- 堀田一興（六男）生母は正室
- 五島盛佳正室
- 酒井忠菊正室、生母は正室
- 高木正敬正室後に堀直矩室後に水谷勝比室